# Eutanyacra declinatoria
Eutanyacra declinatoria är en stekelart som först beskrevs av Berthoumieu 1896.  Eutanyacra declinatoria ingår i släktet Eutanyacra och familjen brokparasitsteklar. Inga underarter finns listade i Catalogue of Life.